# Aylic Langlé
Pour les articles homonymes, voir Langle et Langlois.
 (mai 2015).
Si vous disposez d'ouvrages ou d'articles de référence ou si vous connaissez des sites web de qualité traitant du thème abordé ici, merci de compléter l'article en donnant les références utiles à sa vérifiabilité et en les liant à la section « Notes et références ».
Marie-Joseph-Adolphe-Alexandre Langlois, dit Aylic Langlé, est un dramaturge, journaliste et haut fonctionnaire français né dans l'ancien 1er arrondissement de Paris le 11 octobre 1827 et mort à Paris 10e le 13 janvier 1870.

## Biographie
Fils du dramaturge Joseph Langlé et de Cécila de Milhau, petit-fils du compositeur Honoré Langlé, il est le frère de l'écrivain Marie-Ange-Ferdinand Langlois dit Ferdinand de Milhau et de Charles-Édouard Langlois qui fera carrière au Commissariat de la Marine.
Il épouse Marie-Euphrasine Benoist (morte en 1866), avec laquelle il eut une fille, Marie-Georgina (1860-1930) qui deviendra écrivain et épousera le gouverneur de Polynésie Édouard Petit.
Élève de l'École d'administration, il collabore au Moniteur universel avant d'être nommé en 1863 chef du bureau de la presse au Ministère de l'intérieur, puis chef de division en 1868. Le 23 octobre 1869, il est nommé préfet de la Meuse mais meurt trois mois plus tard d'une attaque d'apoplexie à l'âge de 42 ans.

## Œuvres
- 1853 : Murillo ou la Corde de pendu, comédie en 3 actes et en vers libres, Comédie-Française (18 octobre)
- 1863 : Un homme de rien, comédie-vaudeville en 4 actes, théâtre du Vaudeville
- 1864 : La Toile d'araignée, comédie
- 1864 : La Jeunesse de Mirabeau, vaudeville en 4 actes, avec Raimond Deslandes, théâtre du Vaudeville (11 novembre)

## Distinctions
- Chevalier de la Légion d'honneur (décret du 22 juin 1863).
- Officier de la Légion d'honneur (décret du 7 août 1869)[9].